# M2M
M2M bylo norské popové duo tvořené Marit Larsenovou a Marion Ravenovou. Dívky byly kamarádkami od pěti let a v osmi letech vytvořili hudební duo. V roce 1996 vydali první album, tehdy bylo Marit 12 a Marion 11 let. Album bylo nominováno na cenu Spellemannprisen a po podepsání nahrávací smlouvy s Atlantic Records v roce 1998 dívky začaly vystupovat pod názvem M2M. Obdiv budilo, že si napsaly většinu svých písní samy a samy se též doprovázely na hudební nástroje, což je odlišovalo od většiny dospívajících umělců pop music. Jejich debutový singl Don't Say You Love Me (1999) zaznamenal komerční úspěch a zůstal jejich největším hitem. Jejich debutového alba Shades of Purple (2000) se prodalo přes 1,5 milionu kusů po celém světě. Navzdory dobrému ohlasu kritiky se však jejich druhé album The Big Room (2001) komerčně tolik neprosadilo a duo se v roce 2002 rozešlo. Každá z dívek započala velmi úspěšnou sólovou kariéru. Rok po jejich rozchodu vyšlo ještě výběrové album největších hitů nazvané The Day You Went Away: The Best of M2M (2003). Celkem M2M prodali přes 2 miliony alb.